# 고양이 수비대: 모나리자를 지켜라!
《고양이 수비대: 모나리자를 지켜라!》(Cats in the Museum)은 일본에서 2023년 3월 23일에 개봉된 러시아의 애니메이션 영화, 모험 영화이다.

## 등장인물
- 빈센트 목소리 역 : 로만 쿠르친
- 모리스/프리즈락/불독/갈론 목소리 역 : 디오미드 비노그라도프
- 클레오파트라 목소리 역 : 폴리나 가가리나
- 막스 목소리 역 : 파벨 프릴루치니
- 발롱/마르멜라드 목소리 역 : 알렉산드르 가브릴린
- 바톤/룰렛/쇼콜라드/오크란니크 목소리 역 : 안톤 엘다로프
- 무제야 행정관/데부시카 나 코러블/말칙/오디오기드 목소리 역 : 이리나 키레예바